# 정신로
정신로는 전북특별자치도 정읍시 수성동에서 정읍시 신태인읍 정용삼거리를 잇는 도로이다

## 주요 경유지
전북특별자치도
- 정읍시 (수성동 . 북면 . 정우면 . 신태인읍)

## 노선
전 구간 지방도 제701호선에 속하므로 이에 대한 별도 표기는 생략한다.
| 이름           | 접속 노선                       | 소재지 | 소재지   | 비고 |
| -------------- | ------------------------------- | ------ | -------- | ---- |
| (이름없음)     | 서부산업도로                    | 정읍시 | 수성동   |      |
| 북면육교       |                                 | 정읍시 | 북면     |      |
| 대산교         |                                 | 정읍시 | 정우면   |      |
| 망당교         |                                 | 정읍시 | 정우면   |      |
| 초강사거리     | 태고로                          | 정읍시 | 정우면   |      |
| 백육교         |                                 | 정읍시 | 정우면   |      |
| 수금육교       |                                 | 정읍시 | 정우면   |      |
| 청운교         |                                 | 정읍시 | 정우면   |      |
| 신태인교       |                                 | 정읍시 | 신태인읍 |      |
| (이름없음)     | 지방도 제736호선 (신태인중앙로) | 정읍시 | 신태인읍 |      |
| (이름없음)     | 호남철로 (평화3길)              | 정읍시 | 신태인읍 |      |
| 신태인지하차도 |                                 | 정읍시 | 신태인읍 |      |
| (이름없음)     | 말목장터로                      | 정읍시 | 신태인읍 |      |
| 우령삼거리     |                                 | 정읍시 | 신태인읍 |      |
| 석지로와 직결  |                                 |        |          |      |

## 주요 시설및 건물
- GS칼텍스 동서주유소 (정신로 535/초강리 188-5)
- 정우치안센터 (정신로 592/초강리 59-1)
- 정우면행정복자센터 (정신로 609/초강리 39-3)
- 정우보건지소 (정신로 614/초강리 37-1)
- 농협 샘골농협 본점 (정신로 616/초강리 550-5)
- HD현대오일뱅크 정우주유소 (정신로 834/신북리 85-1)
- 왕신여자중학교 (정신로 1094/신태인리 86-2)
- 왕신여자고등학교 (정신로 1094/신태인리 86-2)
- CU 신태인중앙점 (정신로 1160/신태인리 132-116)
- 신태인역 (정신로 1163/신태인리 132-180)
- 농협 신태인농협 본점 (정신로 1165/신태인리 132-180)
- 신태인119안전센터 (정신로 1241/우령리 507-1)